# Х̾
Cette page contient des caractères spéciaux ou non latins. S’ils s’affichent mal (▯, ?, etc.), consultez la page d’aide Unicode.
Х̾ (minuscule : х̾), appelée kha tilde vertical, est une lettre additionnelle cyrillique utilisée au XIXe siècle dans l’écriture du polonais. Il s’agit de la lettre Х diacritée d'un tilde vertical.

## Utilisation
La lettre cyrillique kha tilde vertical ‹ х̾ › a été utilisée dans l’écriture du polonais, après la défaite de l’Insurrection de Janvier 1863 et l’interdiction de publier avec les lettres latines dans les documents officiels de 1864 à 1904.
L’adaptation de l’écriture civile a utilisé ‹ х̾ › comme équivalent à la lettre latine ‹ h ›.

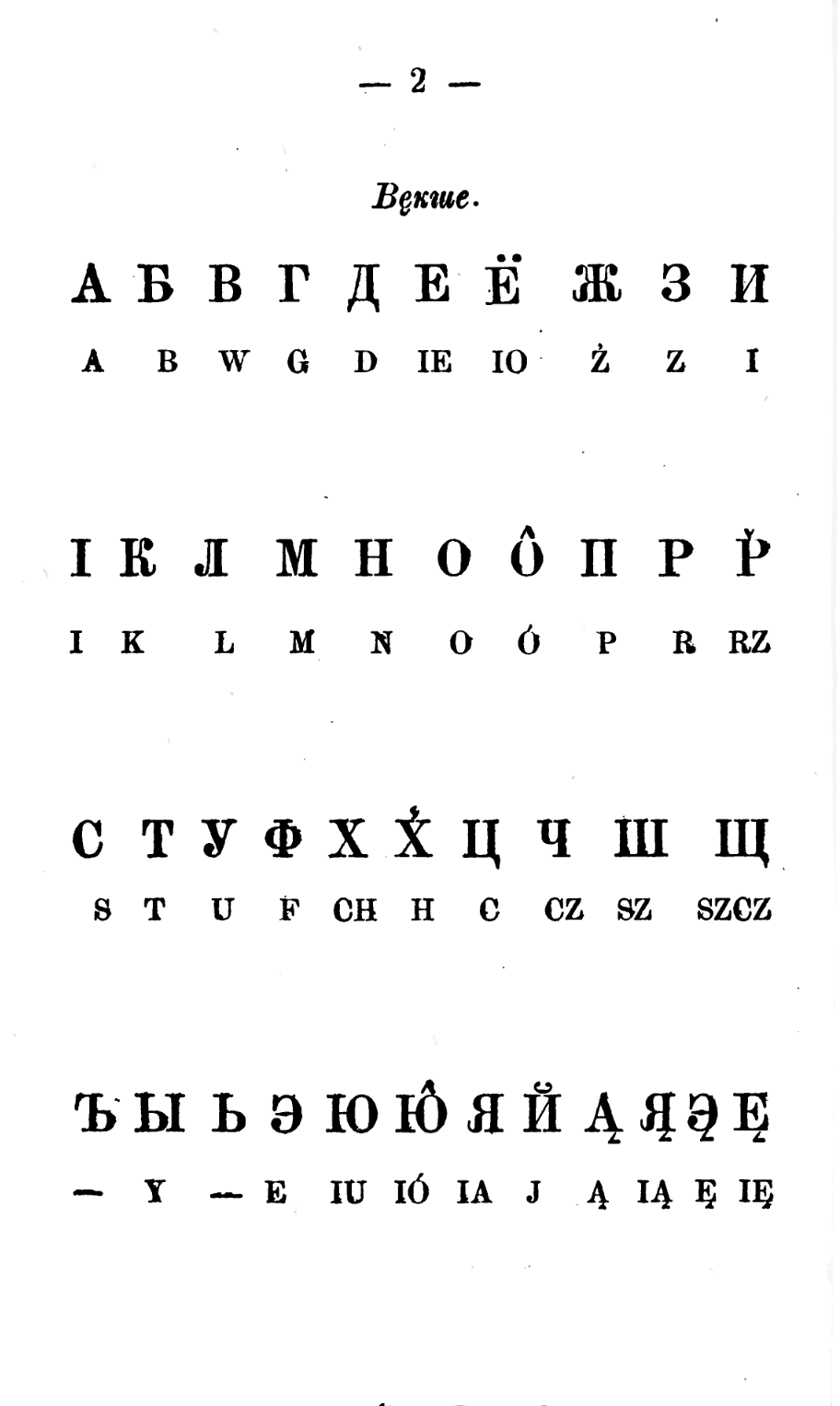
Alphabet polonais cyrillique en 1865.

## Représentations informatiques
Le Х tilde verticale peut être représenté avec les caractères Unicode suivants (cyrillique, diacritiques) :
| formes    | représentations | chaînes de caractères | points de code | descriptions                                               |
| --------- | --------------- | --------------------- | -------------- | ---------------------------------------------------------- |
| capitale  | Х̾               | Х◌̾                    | U+0425 U+033E  | lettre majuscule cyrillique kha diacritique tilde vertical |
| minuscule | х̾               | х◌̾                    | U+0445 U+033E  | lettre minuscule cyrillique kha diacritique tilde vertical |